# Racing Club de France (basket-ball)
Le Racing club de France est un club français de basket-ball ayant connu l'élite du championnat de France. Avec l'arrivée du professionnalisme, cette section du club omnisports du Racing Club de France est ensuite devenue (à partir de 1997) le PSG-Racing puis le Paris Basket Racing. Celui-ci disparaît en 2007 pour devenir le Paris-Levallois Basket.
La section féminine évolue elle en NF2 (3e division) sous le nom de Lagardère Paris Racing.

## Palmarès
- Sous la dénomination de Racing club de France: 
  - Champion de France : 1951, 1953, 1954
  - Vice-champion de France : 1956.
  - Finaliste de la Coupe de France : 1956.
  - Champion de Deuxième division : 1936, 1939, 1977, 1985
- Sous la dénomination de PSG Racing: 
  - Champion de France : 1997
  - Finaliste de la Coupe de France : 2000.

## Entraîneurs successifs
- 1949-1952 : Robert Busnel
- 1952-1954 : Jean Perniceni
- 1954-1959/1965-1966 : Robert Monclar
- 1959-1961 : Jacques Freimuller
- 1961-1963/1967-1968 : Laurent Franchescini
- 1969-1971 : Edmond Gondal
- 1971-1972 : Antoine Schneider puis Jacques Pocquet
- 1973-1974 : Gérard de Félices
- 1977-1978 : Gérard Mullon et Marko Ostarcevic
- 1985-1986 : Dominique Richard Laurent Dorigo
- 1986-1987 : George Eddy puis André Buffière
- 1987-1989 : Jean-Michel Sénégal
- 1989 : Laurent Dorigo
- 1989-1990 : George Fischer puis laurent Bosq et Gregor Beugnot
- 1990-1992 : Gregor Beugnot
- 1992 : Roland Degroise
- 1992-1993 : Jean-Paul Rebatet
- 1993-1997 : Chris Singleton
- 1997 : Jacky Renaud et Didier Dobbels
- 1997-1998 : Božidar Maljković
- 1998-2000 : Didier Dobbels
- 2000-2001 : Ron Stewart
- 2001-2002 : Erik Lehmann
- 2002-2003 : Jacques Monclar
- 2003-2006 : Gordon Herbert
- 2006-2007 : Elias Zouros

## Joueurs célèbres ou marquants
- Marc Quiblier
- Robert Busnel
- Robert Monclar
- Jacques Monclar
- Hervé Dubuisson
- Philippe Hervé
- Yalçın Granit